# Quanesha Burks
Quanesha Burks (Ozark, 15 marzo 1995) è una lunghista statunitense.

## Biografia
Atleta in erba nel corso dell'high school in Alabama, Burks ha gareggiato in un primo momento nei 100 metri piani e nei salti in estensione, concentrandosi principalmente nel salto in lungo continuando il percorso atletico presso l'Università dell'Alabama gareggiando nei campionati NCAA, riportando diversi titoli.
A livello internazionale debutta con la nazionale statunitense nel 2014 ai Mondiali under 20 di Eugene, classificandosi quinta. L'anno seguente, dopo aver preso parte ai Giochi panamericani, ha vinto la medaglia d'oro in Costa Rica ai Campionati NACAC. Nel 2017 ha preso parte ai Mondiali di Londra, fermandosi in qualificazione. Diversamente nell'edizione indoor del 2018, Burks si è posizionata ad un passo dal podio mondiale, prima di classificarsi seconda ai Campionati NACAC in Canada dello stesso anno.
Nel 2020, ad Albuquerque, Burks ha vinto il titolo nazionale indoor.

## Palmarès
| Anno | Manifestazione       | Sede         | Evento         | Risultato | Prestazione | Note                                     |
| ---- | -------------------- | ------------ | -------------- | --------- | ----------- | ---------------------------------------- |
| 2014 | Mondiali U20         | Eugene       | Salto in lungo | 5ª        | 6,04 m      |                                          |
| 2015 | Giochi panamericani  | Toronto      | Salto in lungo | 8ª        | 6,47 m      |                                          |
| 2015 | Campionati NACAC     | San José     | Salto in lungo | Oro       | 6,93 m      | Miglior prestazione personale            |
| 2016 | Campionati NACAC U23 | San Salvador | Salto in lungo | Oro       | 6,74 m      |                                          |
| 2017 | Mondiali             | Londra       | Salto in lungo | 14ª (q)   | 6,44 m      |                                          |
| 2018 | Mondiali indoor      | Birmingham   | Salto in lungo | 4ª        | 6,81 m      | Miglior prestazione personale            |
| 2018 | Campionati NACAC     | Toronto      | Salto in lungo | Argento   | 6,59 m      |                                          |
| 2021 | Giochi olimpici      | Tokyo        | Salto in lungo | 13ª (q)   | 6,56 m      |                                          |
| 2022 | Mondiali indoor      | Belgrado     | Salto in lungo | 5ª        | 6,77 m      | Miglior prestazione personale stagionale |
| 2022 | Mondiali             | Eugene       | Salto in lungo | 4ª        | 6,88 m      | Miglior prestazione personale stagionale |
| 2022 | Campionati NACAC     | Freeport     | Salto in lungo | Oro       | 6,75 m      |                                          |
| 2023 | Mondiali             | Budapest     | Salto in lungo | 16ª (q)   | 6,57 m      |                                          |

## Campionati nazionali
- 1 volta campionessa nazionale indoor del salto in lungo (2020)